# 함평 김씨
함평 김씨(咸平金氏)는 전라남도 함평군을 본관으로 하는 한국의 성씨이다.
시조는 김구정(金九鼎)은 남산 김씨의 김수(金需)의 22세손으로, 함평군(咸平君)에 봉해졌다.

## 참고 자료
- “함평김씨(咸平金氏)”. 뿌리를 찾아서.[깨진 링크(과거 내용 찾기)]